# The Flying Pickets
The Flying Pickets são um grupo vocal a cappella britânico que teve um grande sucesso com uma versão da música dos Yazoo "Only You".
O grupo foi formado em 1982 por um grupo de actores, o "7:84 Theatre group", um grupo de teatro que tinha cantado a capella na sua produção de One Big Blow, baseado na greve de mineiros britânica de 1982.  "Only You", o primeiro single, foi número um no Reino Unido no Natal de 1983, tendo ficado cinco semanas no top. Teve também bastante sucesso na Europa, chegando ao primeiro lugar do top na Alemanha a 20 de Fevereiro de 1984. O segundo single, "When You're Young And In Love" atingiu a sétima posição mas o terceiro, "Who's That Girl", mal entrou na tabela dos mais vendidos. O grupo tocou duas músicas no álbum Freudiana, de 1990. Apesar de terem estado pouco tempo nos tops, em 2005 a banda ainda existe, dando concertos e gravando.
Os integrantes da grupo são actualmente : Andrea Figallo, Simon John Foster, Michael Henry, Dylan Foster, Andy Laycock.
O fundador e vocalista principal, Brian Hibbard, participou em Coronation Street (morreu em 2012).

## Discografia
- Live at the Albany Empire - LP (1982)
- Lost Boys (1984)
- The Flying Pickets Live (1986)
- Waiting for Trains (1987)
- The Best of the Flying Pickets (1988)
- At Work (1989)
- Blue Money (1991)
- The Warning (1994)
- Politics Of Need (1996)
- Vox Pop (1998)
- Live in Hamburg (2003)
- everyday (2005)